# Pigmeo (romanzo)
Pigmeo è un romanzo di Chuck Palahniuk del 2009. La traduzione dell'edizione italiana è a cura di Matteo Colombo.

## Trama
La trama si svolge attorno a un tredicenne chiamato Agente numero 67, proveniente da uno stato totalitario descritto come "un misto tra Corea del Nord, Cuba, la Cina comunista e la Germania nazista", approdato come studente di scambio in una famiglia americana di una oscura località del midwestern come agente dormiente per portare a termine un attacco terroristico negli Stati Uniti, col nome in codice di "Operazione Caos". Soprannominato "Pigmeo" dalla sua famiglia americana per la sua statura minuta, questi viene introdotto in tutti i rituali della moderna società americana, come iscriversi alla sua scuola pubblica. Durante un giro al Wal-Mart col fratello ospite, nel bagno Pigmeo sodomizza un bullo che se l'era presa col fratello. Questo è solo il primo atto dell'operatore per conformarsi alla vita americana, mentre in segreto prepara, insieme ai compagni operativi, anch'essi occultati come studenti di scambio, l'esecuzione dell'"Operazione Caos".

## Personaggi
- Pigmeo - Il protagonista e narratore del romanzo, Pigmeo è un terrorista straniero inviato negli Stati Uniti sotto la copertura di un viaggio di scambio culturale. Dall'età di quattro anni, Pigmeo e i suoi compagni sono stati isolati dalle proprie famiglie e "adottati dallo stato". Si sono sottoposti a un rigoroso programma di addestramento per diventare dei soldati d'elite e delle spie. Mentre lo stato ha avuto pieno successo nel trasformare i compagni di Pigmeo in droni senza sentimenti, sembra che il protagonista abbia conservato un piccolo barlume di auto-coscienza che si va sviluppando nel corso del romanzo, trasformandosi alla fine in emozioni umane. Ironicamente, Pigmeo diventa un eroe nazionale quando salva diverse vite dei propri compagni scolastici durante una sparatoria, un evento che successivamente fa mettere in dubbio al protagonista le proprie motivazioni.
- Sorella Gatto - Il soprannome dato da Pigmeo alla sua sorella ospite (al di là dei propri compagni di missione, pochi nomi di persone reali vengono rivelati). La sorella di Pigmeo viene dipinta come estremamente cinica e avvenente, i cui passatempi includono l'ingegneria elettrica. Pigmeo è attratto da lei sin dal loro primo incontro, sviluppando alla fine un forte sentimento d'amore verso di lei. È la "Sorella Gatto" che alla fine fa realizzare a Pigmeo la propria umanità, tradendo il suo paese d'origine per salvarle la vita. Spesso la ragazza si intrufola nel ben sorvegliato luogo di lavoro del padre per rubare comune materiale di cancellerie, avendo perfezionato questa pratica a tal punto da riferirsi a sé stessa come una spia.
- Fratello cane maiale - Il soprannome dato da Pigmeo al fratello ospite, è rappresentato come un immaturo adolescente. Dapprima, il fratello ospite è ostile verso l'arrivo di Pigmeo, sfruttando la scarsa conoscenza di Pigmeo della lingua e della cultura americana. Pigmeo, tuttavia, difende il suo "Fratello cane maiale" dal bullo della scuola, Trevor Stonefield, il primo giorno del suo arrivo negli Stati Uniti. Alla fine, la relazione tra i due si tramuta quasi in amicizia, con Pigmeo che insegna persino al fratello le sue letali mosse di arti marziali.

## Stile
Pigmeo è scritto in forma di romanzo epistolare. Ogni capitolo è un dispaccio del personaggio principale, Pigmeo, scrivendo come Agente 67, presumibilmente al governo della sua nazione d'origine. Il libro usa una grammatica scorretta, un "Engrish" fondamentalmente comico, scritto in un tono distaccato e scientifico. Pigmeo fustiga la cultura e la società americana attraverso il suo comico biasimo in prima persona, spesso con effetti umoristici. Come in molti altri romanzi di Palahniuk, ci sono numerosi piccoli temi all'interno dell'opera. Palahniuk ha chiamato questi temi ricorrenti "ritornelli" in Pigmeo: tra questi i modi in cui l'agente 67 può uccidere un uomo con un solo calcio o pugno, la frequente recitazione degli elementi della tavola periodica e numerose citazioni storiche di dittatori, politici, generali e filosofi.